# Elizabeth Rawson
Elizabeth Donata Rawson (* 13. April 1934 in London; † 10. Dezember 1988 in Peking) war eine britische Altertumswissenschaftlerin und Professorin der University of Oxford. Ihre Hauptwerke waren die Geistesgeschichte der Römischen Republik und eine Biografie Ciceros.

## Leben
Elizabeth Rawsons Eltern waren Graham Stanhope Rawson und Ivy Marion, geb. Enthoven, die 1930 heirateten. Der Vater hatte einen Dr. phil. in Jena erworben. Ihre Mutter war eine niederländische Jüdin, die in den 1920er Jahren antifaschistischen Italienern half. Rawson wurde früh ein Forschungs-Fellow im 1954 neu gegründeten New Hall, University of Cambridge (1967–1980), und darauf (1980–1988) Fellow und Tutor in Alter Geschichte am Corpus Christi College Oxford, verbunden mit einer Position als Dozent an der Universität Oxford. 1988 wurde sie zum Fellow of the British Academy gewählt. Im selben Jahr starb sie nach einem Lehraufenthalt an der Nankai-Universität. Ihre Bibliothek vermachte sie New Hall.
Mit John Anthony Crook und Andrew Lintott gab Rawson Band 9 der Cambridge Ancient History heraus: The Last Age of the Roman Republic.
Rawsons gesammelte althistorische Beiträge wurde unter dem Titel Roman Culture and Society (1991) publiziert. Zur Methodologie bemerkte sie, dass eine historische Generalisierung nichts bedeute ohne das konkrete Detail, aus dem sie stamme. Ihr Vorgehen wurde als ideen- und theoriefeindlich kritisiert.

## Schriften
- The Spartan Tradition in European Thought. Oxford: Clarendon Press, 1969, 1991.
- Cicero: A Portrait. Bristol Classical Press, 1975, rev. ed. 1983.
- Intellectual Life in the Late Roman Republic. London: Duckworth, 1985; Baltimore: Johns Hopkins University Press, 1985.
- Roman Culture and Society: Collected Papers. Oxford: Clarendon Press, 1991.

## Einzelbelege
1. ↑  Cambridge cambridge.org
2. ↑  New Hall oder seit 2008 Murray Edwards College ist eins von drei Colleges, das nur Frauen akzeptiert, um deren Vertretung in Cambridge zu stärken. URL: https://www.murrayedwards.cam.ac.uk/
3. ↑  Elizabeth Rawson, Intellectual Life in the Late Roman Republic (Johns Hopkins University Press, 1985), S. ix.
4. ↑  T. P. Wiseman: Roman Intellectual Culture - Elizabeth Rawson: Roman Culture and Society: Collected Papers. With a Foreword by Fergus Millar. Pp. x+615. Oxford: Clarendon Press, 1991. In: The Classical Review. Band 44, Nr. 1, April 1994, ISSN 0009-840X, S. 119–121, doi:10.1017/s0009840x00290823.

| Personendaten    | Personendaten                                                  |
| ---------------- | -------------------------------------------------------------- |
| NAME             | Rawson, Elizabeth                                              |
| ALTERNATIVNAMEN  | Rawson, Elizabeth Donata (vollständiger Name)                  |
| KURZBESCHREIBUNG | britische Altertumswissenschaftlerin und Professorin in Oxford |
| GEBURTSDATUM     | 13. April 1934                                                 |
| GEBURTSORT       | London                                                         |
| STERBEDATUM      | 10. Dezember 1988                                              |
| STERBEORT        | Peking                                                         |